# アレックス・アデトクンボ
アレクサンドロス・エメカ・アデトクンボ (ギリシャ語: Αλέξανδρος Εμέκα Αντετοκούνμπο, ラテン文字転写: Alexandros Emeka Antetokounmpo , 2001年8月20日 - )は、ギリシャ・アテネ出身のプロバスケットボール選手。ポジションはスモールフォワード。
3人の兄タナシス、ヤニス、コスタスもバスケットボール選手。

## 来歴
ヤニスが2013年にミルウォーキー・バックスに入団した際に家族と共に渡米。ウィスコンシン州フィッシュベイのドミニカン高校で過ごし、最終学年時に平均20得点7リバウンドを記録。高校卒業時にデポール大学、オハイオ大学、ウィスコンシン大学グリーンベイ校などから誘いを受けたものの、大学には進学せずに直接プロ入りすることを決意。2020年6月にUCAMムルシアCBと契約。Bチームに配属され、同年10月にプロデビュー。
2021年のNBAドラフトにはどのチームからも指名を受けられず、同年のNBAサマーリーグではサクラメント・キングスと一員として参加。10月14日にトロント・ラプターズとエグジビット10契約を締結。翌日解雇となり、傘下のラプターズ・905行きが発表された。
2024年8月17日、ABAリーグ2に所属するKKポドゴリツァへの加入が発表された。10月22日、GBLとFIBAヨーロッパカップに所属するPAOK BCへの加入が発表された。

## 人物
- アデトクンボの兄弟は5人おり、長兄のフランシス・アデトクンボだけがサッカー選手。
- 2021年9月に正式にギリシャの市民権を取得した。